# وزن صدا
وزن صدا به سبکی یا سنگینی صدا اشاره می‌کند. کیفیت صدا یکی از عوامل تعیین‌کننده در طبقه‌بندی صدا در موسیقی کلاسیک است. صداهای سبکتر اغلب با اصلاح lyric لیریک معرفی می‌شوند و اغلب روشنتر و چابکتر هستند. صداهای سنگینتر، با ترم dramatic دراماتیک معرفی می‌شوند و عموماً قوی، غنی و تیره ترند. انواع دیگر صدا مانند spinto اسپینتو، وزن متوسطی دارند.
وزن صدایی کاملاً روی چابکی صدا تأثیر می‌گذارد. صداهای سنگینتر، مشکلات بیشتری در هنگام مانور دادن روی پاساژهای سلیس coloratura کلراتور، نسبت به صداهای سبکتر دارند. این در حالیست که وزن و قدرت آنها بیشتر است. همچنین نقشهای دراماتیک بیشتر به همراه ارکسترهای بزرگتر نوشته می‌شوند چون صداهای دراماتیک به راحتی رو آنسامبلهای بزرگ توانایی صدا دهی و مانور دارند.